# Ignacio Hierro
Ignacio Hierro González (ur. 22 czerwca 1978 w mieście Meksyk) – meksykański piłkarz występujący na pozycji środkowego obrońcy, reprezentant Meksyku, menedżer sportowy.

## Kariera klubowa
Hierro pochodzi ze stołecznego miasta Meksyk i jest wychowankiem tamtejszego zespołu Club América. W meksykańskiej Primera División zadebiutował za kadencji trenera Jorge Raúla Solariego, 8 lutego 1997 w wygranym 2:0 spotkaniu z Pueblą, natomiast premierowego i jedynego gola w najwyższej klasie rozgrywkowej strzelił 1 kwietnia 1998 w zremisowanym 1:1 spotkaniu z Santos Laguną. Nie potrafił sobie jednak wywalczyć miejsca w wyjściowym składzie Amériki i latem 1999 został bohaterem kontrowersyjnego transferu, bezpośrednio przechodząc do odwiecznego rywala klubu – Chivas de Guadalajara. Tam spędził rok, również nie zawsze wybiegając na ligowe boiska w pierwszym składzie.
W 2000 roku Hierro podpisał umowę ze stołeczną ekipą Atlante FC. Tutaj szybko został podstawowym graczem, jednak początkowo nie osiągał z nią większych sukcesów. Jesienny sezon Apertura 2002 spędził w CF Pachuca, z którym zwyciężył w rozgrywkach Pucharu Mistrzów CONCACAF, za to podczas wiosennej fazy Clausura 2003 reprezentował barwy CF Monterrey, gdzie po raz pierwszy wywalczył tytuł mistrza Meksyku. Przez rok występował również w Puebla FC, a także w drugoligowym Club León, po czym powrócił do Atlante. W sezonie Apertura 2007 zdobył z nim kolejne mistrzostwo kraju, lecz nie zanotował wówczas ani jednego ligowego meczu. W 2009 roku kolejny raz triumfował w Lidze Mistrzów CONCACAF. W wieku zaledwie 31 lat zdecydował się zakończyć karierę piłkarską z powodu licznych kontuzji.

## Kariera reprezentacyjna
W 1997 roku Hierro znalazł się w składzie reprezentacji Meksyku U–20 na Młodzieżowe Mistrzostwa Świata w Malezji. Podopieczni José Luisa Reala odpadli ostatecznie w 1/8 finału, natomiast sam zawodnik był podstawowym graczem kadry, rozgrywając wszystkie możliwe cztery spotkania od pierwszej do ostatniej minuty.
W seniorskiej reprezentacji Meksyku Hierro zadebiutował 20 października 1999 w zremisowanym 0:0 meczu towarzyskim z Kolumbią. Rok później został powołany przez selekcjonera Manuela Lapuente na Złoty Puchar CONCACAF, gdzie wystąpił trzykrotnie, natomiast jego kadra narodowa doszła do ćwierćfinału. W 2001 roku wziął udział w turnieju Copa América – tam z kolei rozegrał tylko jeden mecz, za to Meksykanie doszli aż do finału, przegrywając w nim z Kolumbią. Ostatnią międzynarodową imprezą, w której brał udział Hierro, był Złoty Puchar CONCACAF 2002, na którym pojawił się na boisku w dwóch konfrontacjach, za to ekipa prowadzona tym razem przez Javiera Aguirre ponownie zakończyła swój udział w rozgrywkach na ćwierćfinale. Ogółem swój bilans reprezentacyjny zamknął na dwunastu rozegranych spotkaniach, bez zdobytej bramki.